# Мартолци
Мартолци (Мартолце, мкд. Мартолци) су насеље у Северној Македонији, у средишњем делу државе. Мартолци припадају општини Чашка.
У овом селу родио се српски четнички војвода Јован Бабунски.

## Географија
Мартолци су смештени у средишњем делу Северне Македоније. Од најближег већег града, Велеса, насеље је удаљено 25 km јужно.
Насеље Мартолци се налази у историјској области Азот. Насеље је смештено у долини реке Бабуне. Северно од насеља издиже се планина Јакупица. Надморска висина насеља је приближно 350 метара.
Месна клима је континентална.

## Историја
У 19. и почетком 20. века село је управно припадало велешкој кази Османског царства. Каза је до 1901. била део Солунског вилајета, да би од 1901. постала део Скопског санџака Косовског вилајета. По статистици Турског царства за вилајете Једренски, Битољски и Солунски за 1873. село је имало 35 домова и 126 становника „Бугара“. Статистика заправо даје број верника Бугарске егзархије. Село је 1907. ушло у српску четничку организацију и као патријаршијско, са српском школом и српским свештеником, остало до 1912.

## Становништво
Мартолци су према последњем попису из 2002. године имали 180 становника.
Према истом попису претежно становништво у насељу су етнички Македонци (99%), а остало су Срби.
Већинска вероисповест је православље.